# マイ・サマー・オブ・ラブ
『マイ・サマー・オブ・ラブ』（My Summer of Love）は、2004年のイギリス映画。ヘレン・クロスの同名小説を映画化。日本では劇場未公開。
エディンバラ映画祭やトロント国際映画祭などで上映。英国アカデミー賞英国作品賞（アレキサンダー・コルダ賞）受賞。

## キャスト
- モナ：ナタリー・プレス
- タムジン：エミリー・ブラント
- フィル：パディ・コンシダイン
- リッキー：ディーン・アンドリューズ

## 評価
レビュー・アグリゲーターのRotten Tomatoesでは93件のレビューで支持率は90%、平均点は7.50/10となった。Metacriticでは31件のレビューを基に加重平均値が82/100となった。